# Zwolsche Mixed Hockey Club
Zwolsche Mixed Hockey Club of ZMHC was een Nederlandse hockeyclub uit Zwolle. 
De club is opgericht op 10 december 1902 en beschikt over één waterveld en twee kunstgrasvelden. Heren 1 speelde Tweede klasse terwijl de dames op het een-na-hoogste niveau uitkwamen. Tevens had de club een G-hockeyteam. 

## Fusie
Van oorsprong had Zwolle een rivaliserende band met stadgenoot Tempo '41. Toch zochten beide clubs eind jaren 00 toenadering tot elkaar. Zo waren beide clubs voornemens om het clubhuis/complex te vernieuwen en zouden er door nieuwbouw in de loop der jaren veel nieuwe leden bij kunnen komen. Begin 2010 werd er een akkoord bereikt met Tempo '41, de gemeente en de KNHB over een fusie. ZMHC is vanaf de zomer 2012 opgegaan in de nieuwe fusieclub HC Zwolle.